# Infrastrukturgesellschaft Region Hannover
Die infra Infrastrukturgesellschaft Region Hannover GmbH ist seit dem 1. Juli 2001 die Eigentümerin der Infrastrukturanlagen der Stadtbahn Hannover. Dazu zählen alle Schienenstrecken, Tunnel, Haltestellen und U-Bahn-Stationen sowie Umsteigeanlagen und Park-and-ride-Plätze.
Aufgabe der infra ist die Instandhaltung und der Ausbau ihrer Anlagen sowie deren Vermietung an Verkehrsunternehmen, damit diese dort ihre ÖPNV-Leistungen anbieten. Derzeitiger alleiniger Nutzer ist die üstra.
Die infra ist eine 100%ige Tochter der Versorgungs- und Verkehrsgesellschaft Hannover, zu der auch die Stadtwerke Hannover und die üstra gehören. Eigentümer der VVG sind wiederum die Stadt Hannover (80,49 %) und die Region Hannover (19,51 %).
Zu den Anlagen gehörten 2025 unter anderem:
- 126,75 Kilometer Streckennetz, davon 18,5 km im Tunnel, 88 km auf besonderem Bahnkörper an der Oberfläche und 20 km straßenbündig[2]:S. 235
- 292,14 Kilometer Gleislänge
- 200 Haltestellen, davon 19 U-Bahn-Stationen und 157 Haltestellen mit Hochbahnsteigen (Standard an neuen Strecken seit 1994)
- 51 Unterwerke (Gleichrichter)
- 1 Parkhaus
- 19 P+R-Anlagen